# Dialectica soffneri
Dialectica soffneri är en fjärilsart som först beskrevs av František Gregor Jr och Dalibor F. Povolný 1965.  Dialectica soffneri ingår i släktet Dialectica och familjen styltmalar.
Artens utbredningsområde är:
- Österrike.
- Bulgarien.
- Grekland.
- Ungern.

Inga underarter finns listade i Catalogue of Life.